# Obscurity
Obscurity ist eine 1997 gegründete deutsche Melodic-Death-Metal-/Black-Metal-Band, mit starken Viking-Metal-Einflüssen, aus Velbert im Bergischen Land, Nordrhein-Westfalen. Obscurity gehört zu den frühen Bands im deutschen Death-, Black-, Viking- und Pagan-Metal-Bereich.

## Geschichte

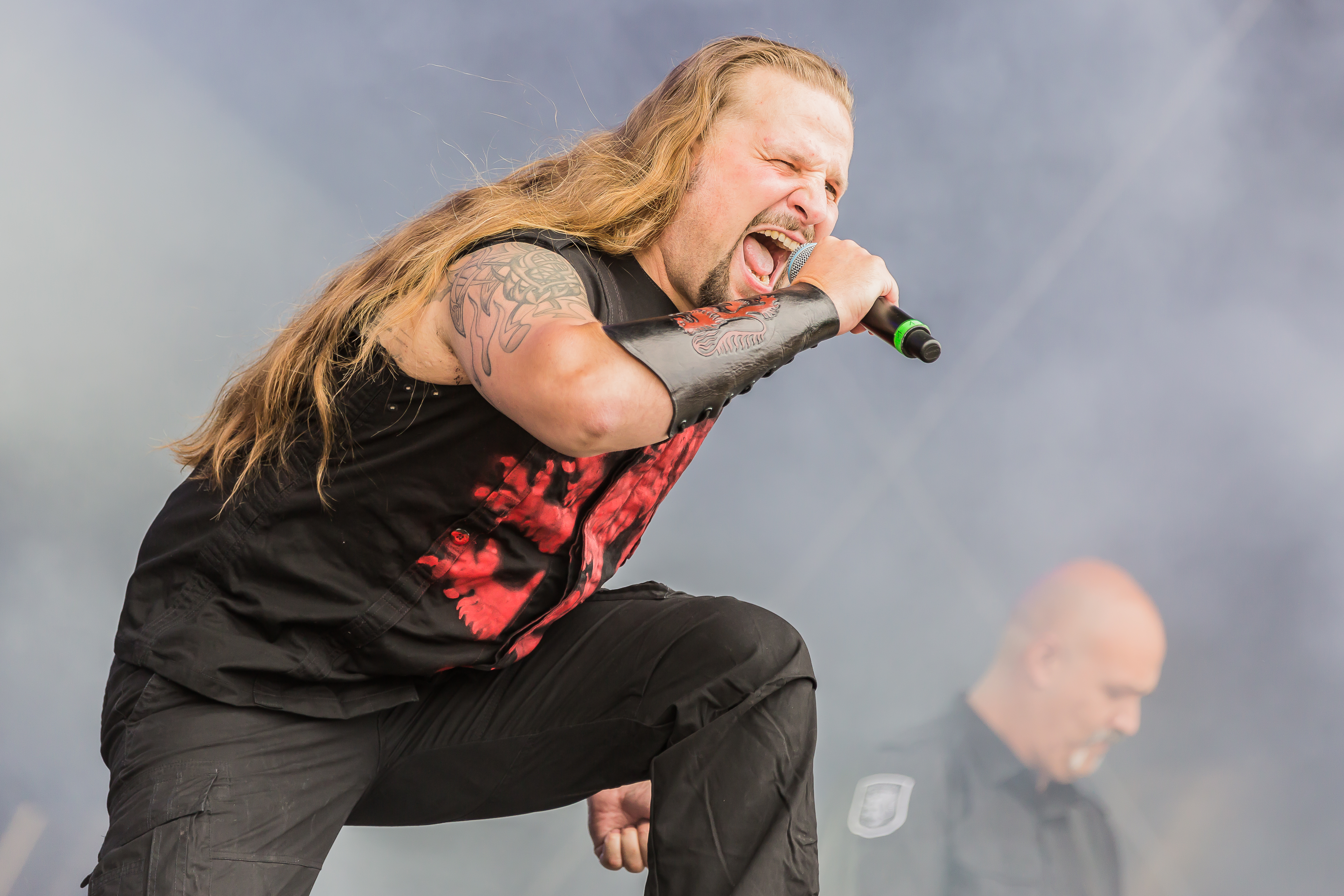
Sänger Agalaz beim Rockharz, 2018

Obscurity wurde im Jahr 1997 von Agalaz, Arganar, Nezrac, Dornaz und Ziu gegründet. Die fünf Gründungsmitglieder kannten sich schon lange Jahre und entschieden sich dazu, eine Band zu gründen. Der Name Obscurity wurde gewählt, da sich der musikalische Stil schon in der Gründungszeit nicht eindeutig zu einem Metal-Genre zuordnen ließ. Da Obscurity sowohl Dunkelheit als auch Unklarheit bedeutet, beschreibt dieses Synonym die musikalische Bandbreite.
Das Markenzeichen von Obscurity ist der Bergische Löwe, das Wappentier der Grafen und späteren Herzöge von Berg, die im Mittelalter das Bergische Land regierten. Dieses Markenzeichen zieht sich durch die Bandgeschichte wie ein roter Faden und findet sich in fast allen Veröffentlichungen wieder.
1997 und 1999 erschienen die Demos The Rebirth of the Dark Empire und Christian Decay. 2000 erschien das selbstproduzierte Debütalbum Bergisch Land. Im Jahr 2003 verließ das Gründungsmitglied Dornaz aus beruflichen Gründen die Band. Er war daraufhin ein passives Mitglied und stand u. a. beim zehnjährigen Jubiläum mit Obscurity auf der Bühne. Mit Cortez konnte schnell ein erfahrener Gitarrist und langjähriger Freund für die Band gewonnen werden. Für das Album Thurisaz konnte Twilight als Vertrieb gewonnen werden.
2006 unterschrieb die Band einen Vertriebs-/Plattenvertrag bei Massacre Records. Im Jahr 2007 feierte Obscurity ihr zehnjähriges Bandjubiläum. Am 27. April 2007 erschien das Album Schlachten & Legenden, aufgenommen in den Midas-Twins-Studios von Andy Brings (ex-Sodom) und Haan Hartmann in Hagen. Im gleichen Jahr spielte die Band auf dem Kaltenbach Open Air in Österreich.
Im Jahr 2008 verließ Sänger Nezrac die Band. Gitarrist Agalaz wurde daraufhin fester Sänger und übernahm weiterhin die Gitarrenarbeit. Im selben Jahr unterschrieb die Band einen Vertriebs-/Plattenvertrag bei dem Trollzorn Records. Im März 2009 erschien das Album Várar. Als musikalische Gäste sind Arkadius (Suidakra) und Manuel Bigus von Path of Golcanda als Sänger zu hören. Zum Track Battle Metal erschien das erste Musikvideo der Band. Die Band spielte in der Folge auf dem Blacktroll Festival und dem Summer Nights Festival in Österreich. Kurz darauf kehrte Dornaz als Gitarrist als vollwertiges Mitglied zurück in die Band.
2010 erschien das Konzeptalbum Tenkterra, das die keltisch-germanische Geschichte des Bergischen Landes in der Zeit von ca. 200 v. Chr. bis ins Jahr 800 behandelt. Der Albumtitel ist ein Neologismus aus dem germanischen Stamm Tenkterer und dem lateinischen Wort „terra“ für „Erde“ oder „Land“. Das Album wurde in den Wuppertaler 4CN-Studios aufgenommen. Gemastert wurde das Album von Jacob Bredahl (ehemals Hatesphere). 2011 spielte die Band auf dem Ragnarök-Festival sowie auf einigen Shows der Paganfest-Tour im Vorprogramm von Korpiklaani, Unleashed, Kivimetsän Druidi, Moonsorrow, Varg und Arafel.
Am 19. Oktober 2012, zum 15-jährigen Jubiläum, erschien das sechste, selbstbetitelte Album. Das Album basiert zur Hälfte auf den vier Katastrophen des Ragnarök, der Rest der Lieder ist eigenständig. Mit Ensam varg findet sich ein Tribut an Quorthon von Bathory. Anschließend ging die Band mit den Bands Helrunar und Kampfar auf Europatour.
2014 erschien ihr siebtes Werk Vintar: Wieder handelt es sich um ein Konzeptalbum, es wurde ausschließlich das Thema Ragnarök behandelt. 2015 spielte die Band erneut auf der Paganfest-Tour, diesmal mit Wintersun, Turisas, Heidevolk und Frosttide.
Im Mai 2018 wurde das von Sascha Krüger und der iMOTION Factory produzierte Musikvideo zum Stück Streitmacht Bergisch Land mit dem Award of Excellence auf dem Indie Fest in San Diego, Kalifornien ausgezeichnet.
Anfang Juni 2018 offenbarte die Band via Facebook, dass Gitarrist Cortez nach 15 Jahren aus familiären Gründen die Band im Laufe des Folgemonats verlassen wolle. Ein Nachfolger für die Position des Gitarristen sei bereits gefunden und werde zeitnah bekanntgegeben. Am 21. Juli spielte Cortez zum letzten Mal gemeinsam mit der Band. Als neuer Gitarrist wurde von der Band Askar vorgestellt. Am 5. September gab die Band die Verabschiedung des Schlagzeugers Draugr aus beruflichen Gründen bekannt. Gleichzeitig wurde die Position mit Zorn neu besetzt.

## Stil

### Texte
Die Texte von Obscurity handeln von kriegerischen und kämpferischen über nordisch-mythologische bis hin zu rein fiktiven Themen. In den Anfangsjahren kamen auch eher Black-Metal-typische Themen hinzu. Die ausschließlich deutschsprachigen Texte der neueren Alben ab 2006 behandeln vor allem historische Themen, insbesondere Motive aus Geschichte und Mythologie der Germanen und Wikinger. Sie beziehen sich meist auf die Geschichte des Bergischen Landes und dabei vor allem auf die Zeit des Herzogtums Berg. Diese sind wesentlich geprägt von historischen Büchern und Filmen. Ein weiteres großes Thema sind Schlachten und Kämpfe.
Die Band distanziert sich ausdrücklich von jeglicher politisch-extremen Bewegung im Metal und vertritt die Meinung, dass Nationalsozialismus in keiner Weise mit Metal in Einklang zu bringen ist. Diese Haltung verdeutlichen Obscurity vehement in ihren CD-Booklets, in Interview-Statements, in Ansagen bei Live-Auftritten und als Rückwärtsbotschaft in ihrem Lied Runen von einst vom Album Schlachten & Legenden.

### Musik
In den ersten Jahren spielen Obscurity vorwiegend Death/Black Metal mit Elementen aus dem Viking Metal. Frühe Einflüsse waren Bathory, Immortal, Iron Maiden, Naglfar und Slayer. Eine Zeitlang beschrieb die Band ihre Musik selbst als „Battle Metal“, ein Begriff der wesentlich von Bal-Sagoth geprägt wurde. Während die heutige Ausrichtung der Musik eine Mischung aus melodiösem Death- und Black Metal ist, so finden wenige Elemente aus dem Thrash Metal Einfluss. Die Musik ist sehr schnell, hart und mit hymnenhaften Melodien versetzt. Der teilweise sehr kalte und brachiale, dabei harmonierende Sound, ist stark im Underground verwurzelt, obwohl er gleichzeitig auch sehr eingängig ist.
Sämtliche Aufnahmen und Layouts der Demos und Alben der Jahre von 1997 bis 2008 sind ausschließlich von Obscurity selbstfinanziert und selbstproduziert. Auch nachdem die Band bei den verschiedenen Plattenfirmen unterschrieb, achtete sie darauf genug kreative Kontrolle zu behalten. Bei einigen Alben wurde die Band von Bony (Sänger der Band Japanische Kampfhörspiele), einem langjährigen Freund und Weggefährten, unterstützt, der als Produzent bzw. Co-Produzent eingesetzt wurde.

## Galerie

Bandmitglieder auf dem Dark Troll Festival 2018
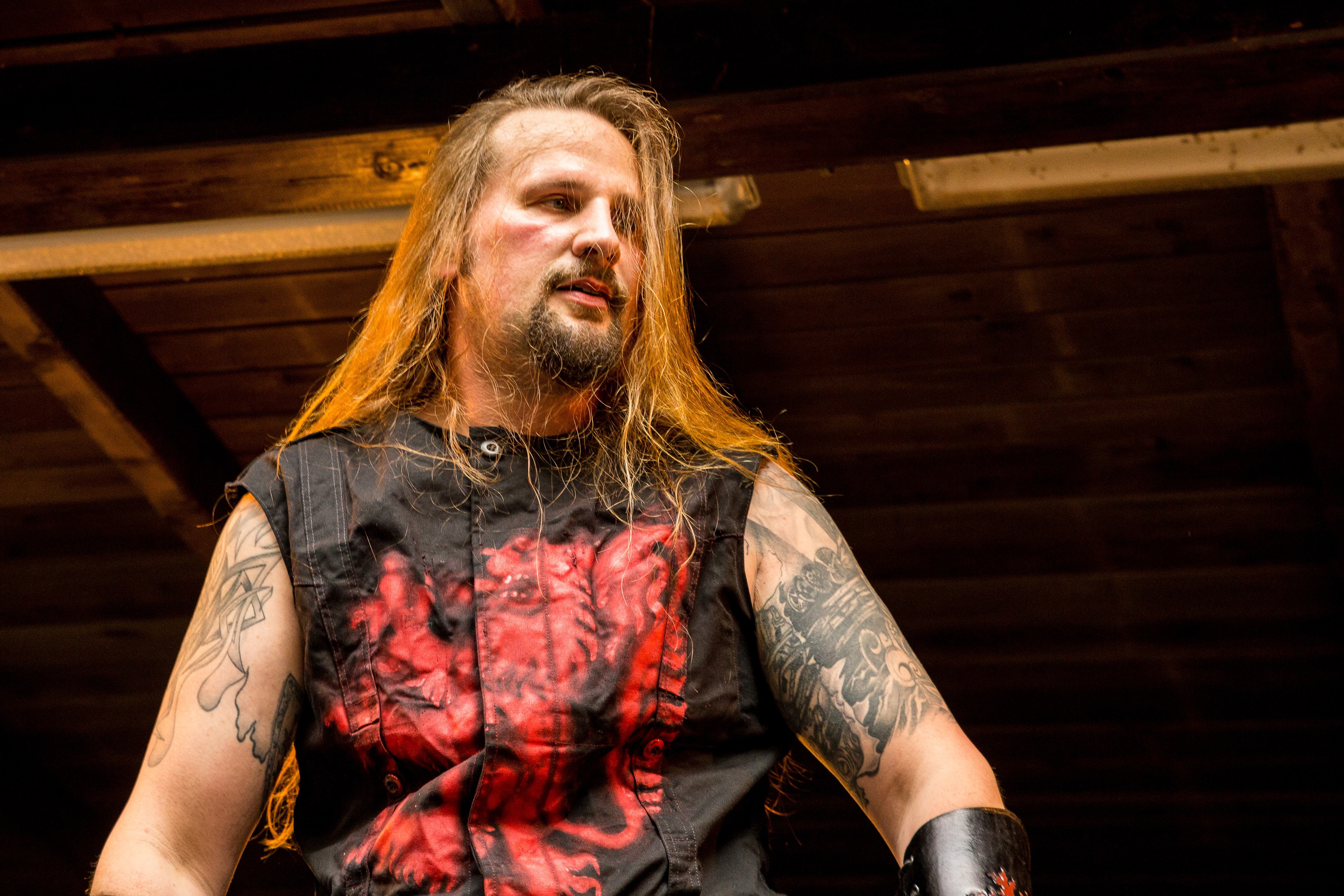
Sänger Agalaz
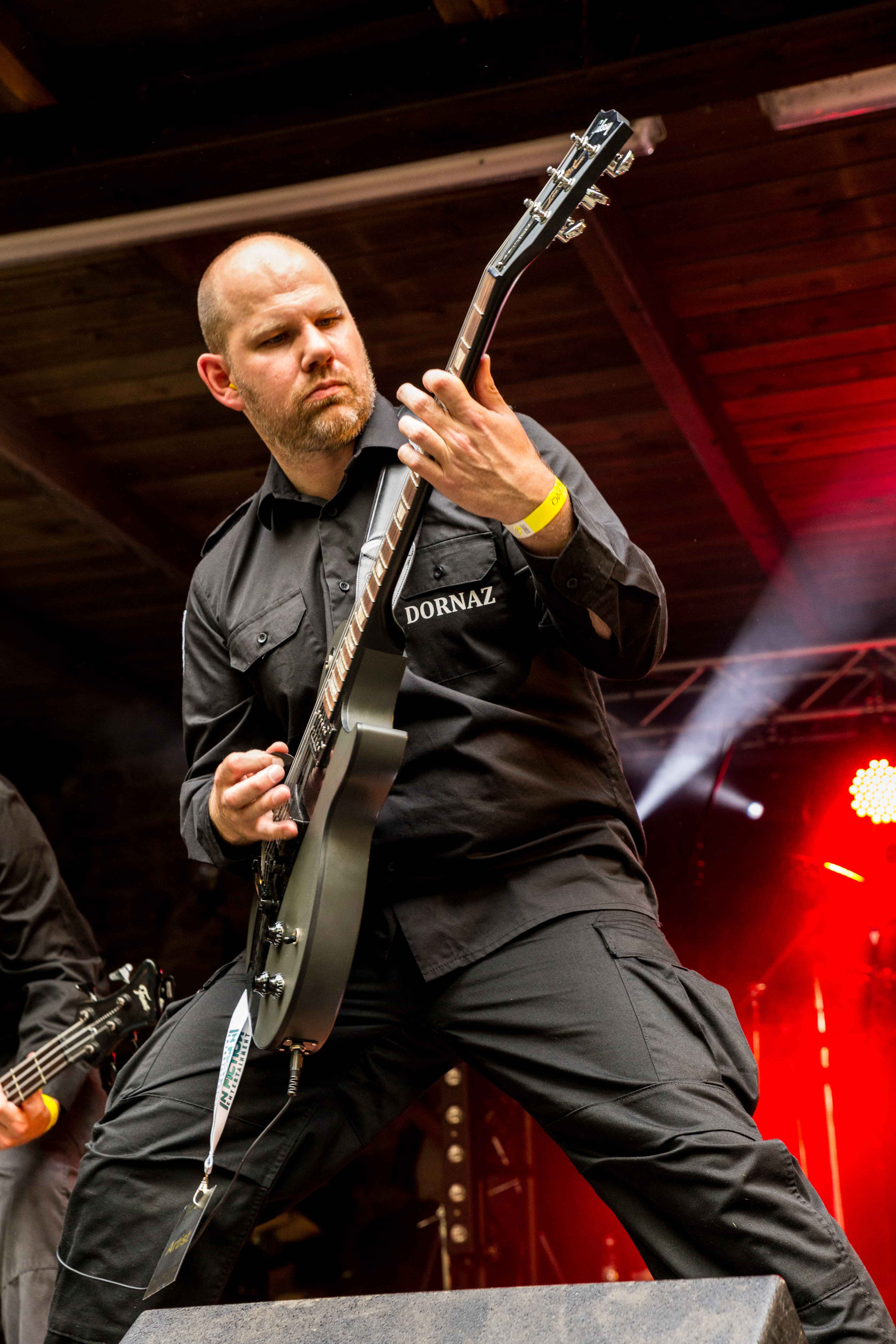
Gitarrist Dornaz
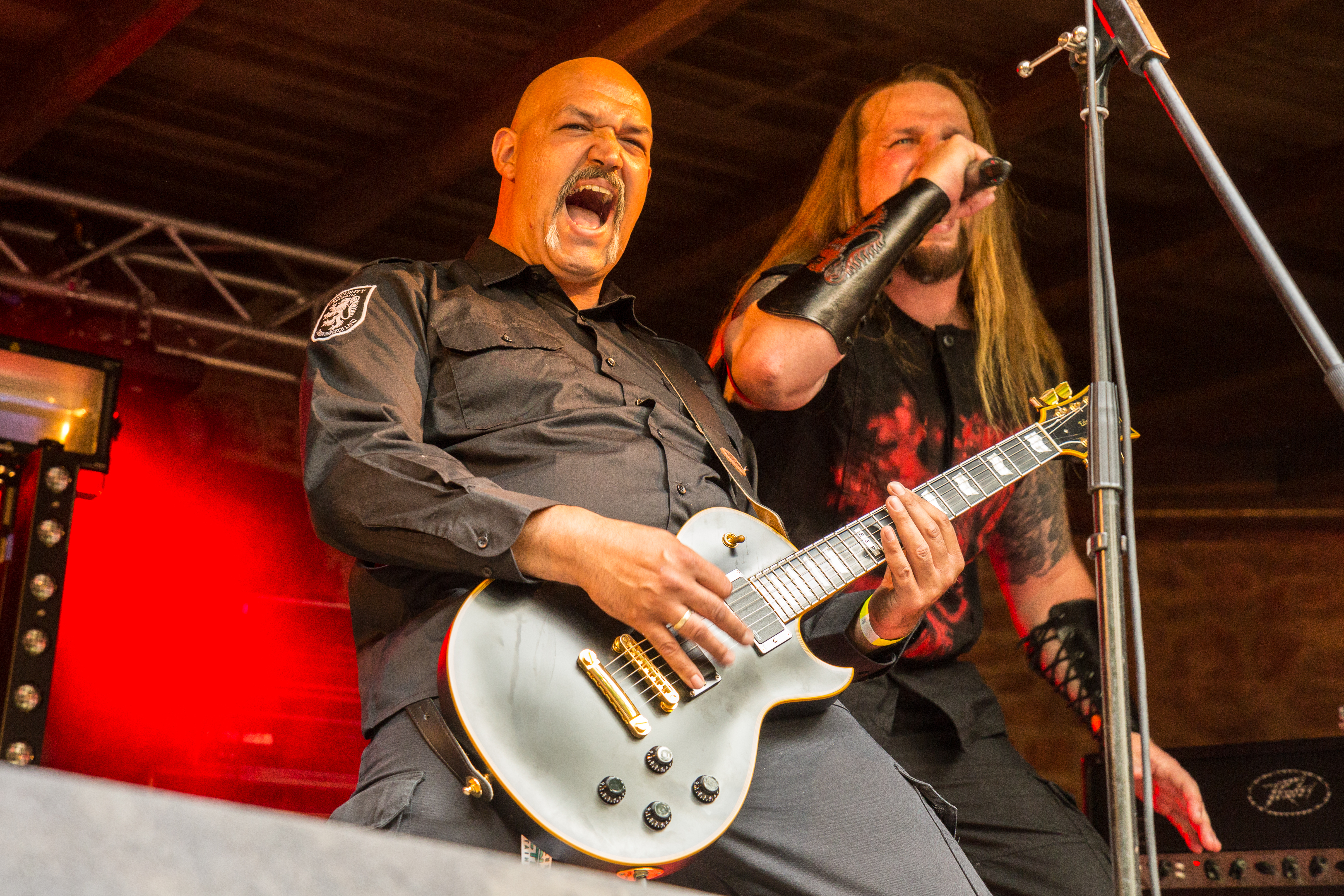
Ehemaliger Gitarrist Cortez
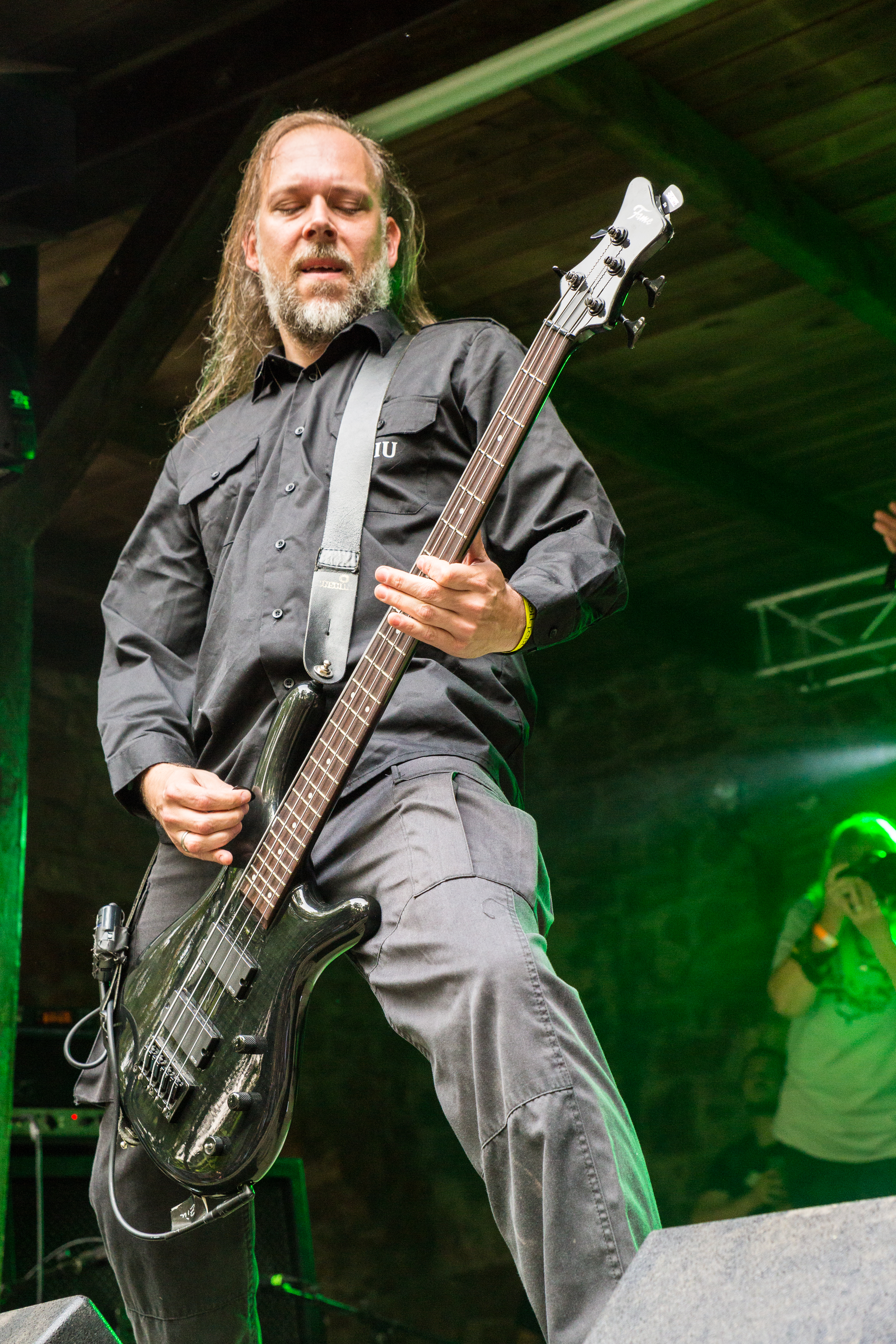
Bassist Ziu
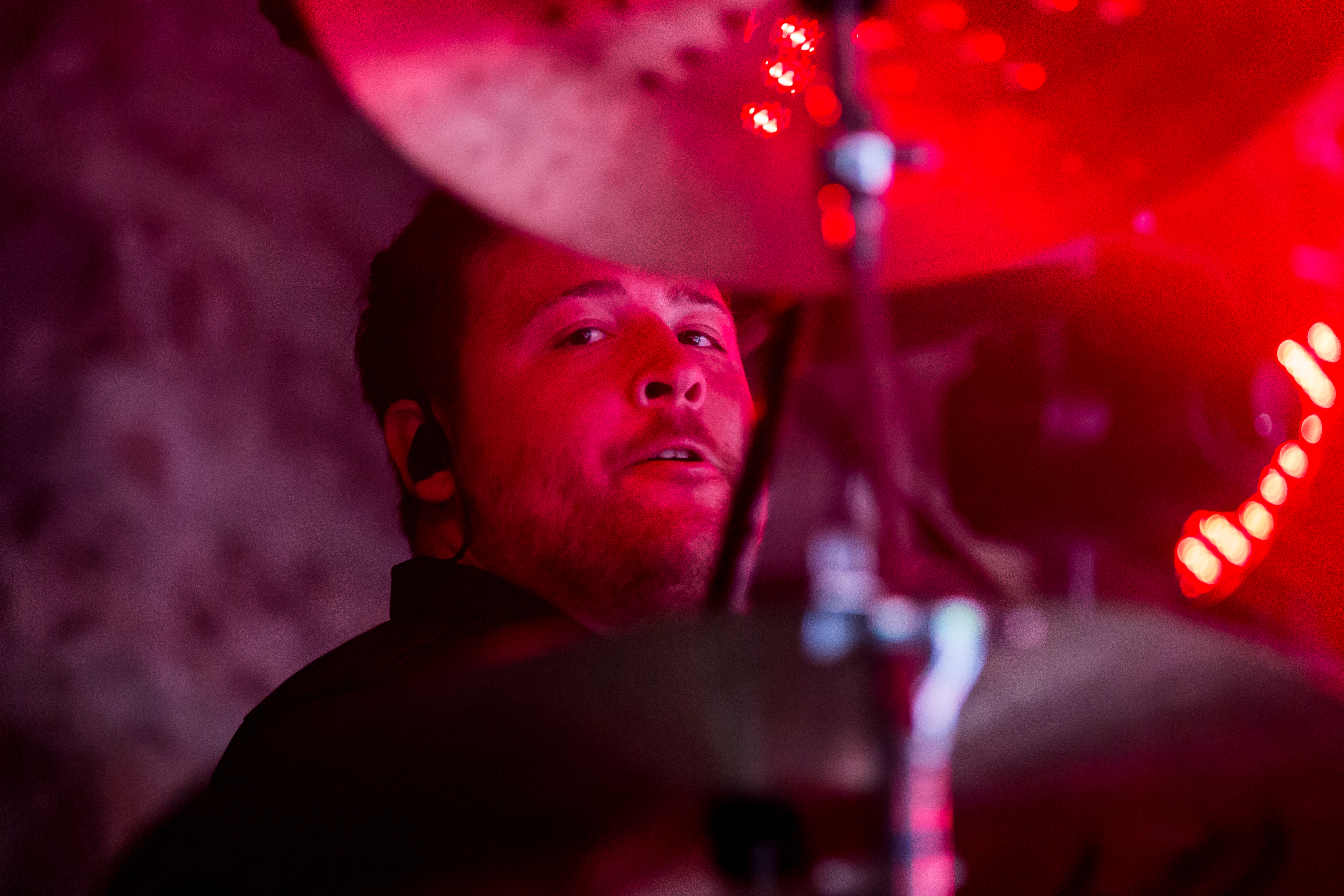
Ehemaliger Schlagzeuger Draugr

## Diskografie
Demos
- 1997: The Rebirth of the Dark Empire (CDR; Eigenvertrieb)
- 1999: Christian Decay (CD; Eigenvertrieb)

Alben
- 2000: Bergisch Land (CD; Blodmorfogh Productions)
- 2003: Thurisaz (CD; Twilight Vertrieb)
- 2006: Schlachten & Legenden (CD; Massacre Records)
- 2009:  Várar (CD; Trollzorn Records)
- 2010: Tenkterra (CD; Trollzorn Records)
- 2012: Obscurity (CD; Trollzorn Records)
- 2014: Vintar (CD; Trollzorn Records)
- 2017: Streitmacht (CD; Trollzorn Records)
- 2021: Skogarmors (CD/2xLP; Trollzorn Records)

## Musikvideos
| Offizielle Videoclips - 2010: Bergischer Hammer (Regie/Produktion: Andreas Beloch, David Thelen / Heavy Media) - 2017: Streitmacht Bergisch Land (Regie/Produktion: Sascha Krüger, Kristin Krüger / iMotion Factory) - 2017: Endzeit (Regie/Produktion: Sascha Krüger / iMotion Factory) - 2018: 793 (Regie/Produktion: Sascha Krüger / iMotion Factory) - 2021: Niedertracht | Offizielle Lyrikvideos - 2014: Schicksal der Götter - 2018: Was uns bleibt (Produktion: Kristin Krüger / iMotion Factory) - 2021: Glod En Isa - 2021: Geist von Neuenberge |